# Восточнотиморско-индонезийские отношения
Восточнотиморско-индонезийские отношения — двусторонние дипломатические отношения между Восточным Тимором и Индонезией. Протяжённость государственной границы между странами составляет 253 км.

## История
В 2002 году Восточный Тимор стал независимым государством, после более чем четырёхсот лет португальской колонизации, двадцати четырёх лет индонезийской оккупации и трёх лет Временной администрации ООН.
В ноябре 2015 года премьер-министр Восточного Тимора Руй Мария де Араужу охарактеризовал отношения между своей страной и Индонезией как «зрелые», и заявил, что они постоянно улучшались в течение тринадцати лет с момента обретения независимости Восточного Тимора. В августе 2005 года правительствами Индонезии и Восточного Тимора была создана Комиссия по установлению истины и дружбе, с целью объективного расследования актов насилия в Восточном Тиморе в 1999 году во время проведения референдума о независимости.
В 2008 году Комиссией было установлено, что преступления против человечности были совершены вооружёнными силами Индонезии, которые несут ответственность за 70 % насильственных убийств. Несмотря на это, между странами установились сильные политические и экономические связи. Страны обмениваются информацией военного плана. Индонезия открыла посольство в Дили, а Восточный Тимор в Джакарте. Открыты все девять пунктов пересечения границы. Индонезия является на сегодняшний день крупнейшим торговым партнёром Восточного Тимора, на неё приходится около 50 % импорта. Около 500 тиморских студентов получают образование в Индонезии, а в Восточном Тиморе постоянно проживает около 700 индонезийских граждан.